# 友邻乡
友邻乡，是中华人民共和国黑龙江省双鸭山市友谊县下辖的一个乡镇级行政单位。

## 行政区划
友邻乡下辖以下地区：
友邻村、东明村、东兴村、瓦盆窑村、西北屯村和北良村。